# Xanthophyllum annamense
Xanthophyllum annamense är en jungfrulinsväxtart som beskrevs av François Gagnepain. Xanthophyllum annamense ingår i släktet Xanthophyllum och familjen jungfrulinsväxter. Inga underarter finns listade i Catalogue of Life.